# Arrondissement Aalst
Arrondissement Aalst (franska: Arrondissement d’Alost, Alost) är ett arrondissement i Belgien.   Det ligger i provinsen Östflandern och regionen Flandern, i den centrala delen av landet, 28 kilometer väster om huvudstaden Bryssel. Antalet invånare är 278 667. Arean är 469 kvadratkilometer.
Terrängen i Arrondissement Aalst är huvudsakligen platt.
Omgivningarna runt Arrondissement Aalst är en mosaik av jordbruksmark och naturlig växtlighet. Runt Arrondissement Aalst är det tätbefolkat, med 709 invånare per kvadratkilometer.

## Kommuner
Följande kommuner ingår i arrondissementet;

- Aalst
- Denderleeuw
- Erpe-Mere
- Geraardsbergen
- Haaltert
- Herzele
- Lede
- Ninove
- Sint-Lievens-Houtem
- Zottegem